# Clara Baraquet
Clara Baraquet, née le 16 février 1995 à Annecy, est une gymnaste aérobic française.
Elle est médaillée d'argent aux Championnats d'Europe de gymnastique aérobic 2013 en step, médaillée de bronze en step mixte aux Jeux mondiaux de 2013 et médaillée de bronze en step aux Championnats du monde 2014.